# Albine
Albine – miejscowość i gmina we Francji, w regionie Oksytania, w departamencie Tarn.
Według danych na rok 1990 gminę zamieszkiwało 566 osób, a gęstość zaludnienia wynosiła 33 osób/km² (wśród 3020 gmin regionu Midi-Pireneje Albine plasuje się na 540. miejscu pod względem liczby ludności, natomiast pod względem powierzchni na miejscu 667.).